# Григоровское сельское поселение (Новгородская область)
Гри́горовское сельское поселение — упразднённое с 1 апреля 2014 годамуниципальное образование в Новгородском районе Новгородской области России.
Административный центр — деревня Григорово.
Территория поселения с запада примыкает к городу Новгороду. Между поселением и городом протекает река Веряжа, в восточной части поселения — река Соковая.

## Населённые пункты
Деревни Григорово, Соковая.